# 6 Ursae Majoris
6 Ursae Majoris är en gul jättestjärna i stjärnbilden Stora björnen. Spektraltypen är G7IIIb och magnituden +5,56.